# Michelle Yeoh

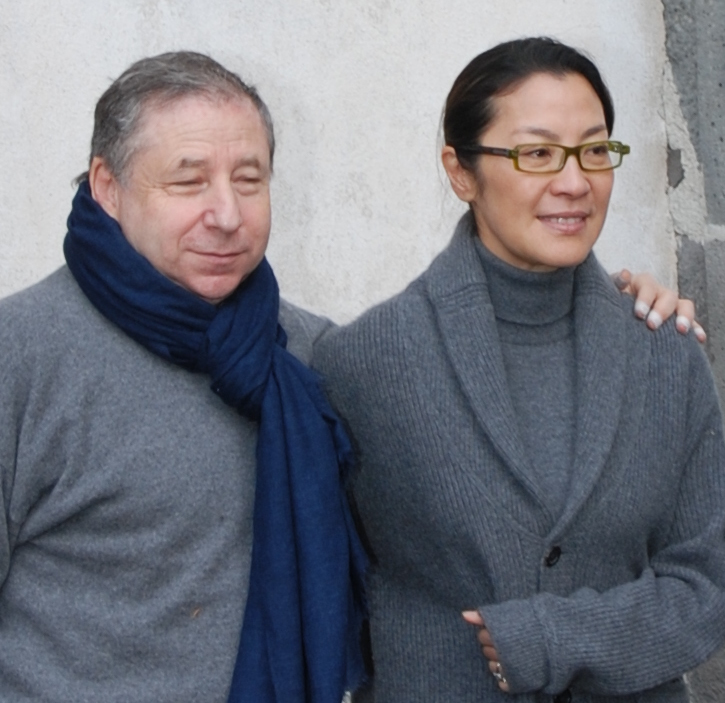
Jean Todt i Michelle Yeoh (2009)

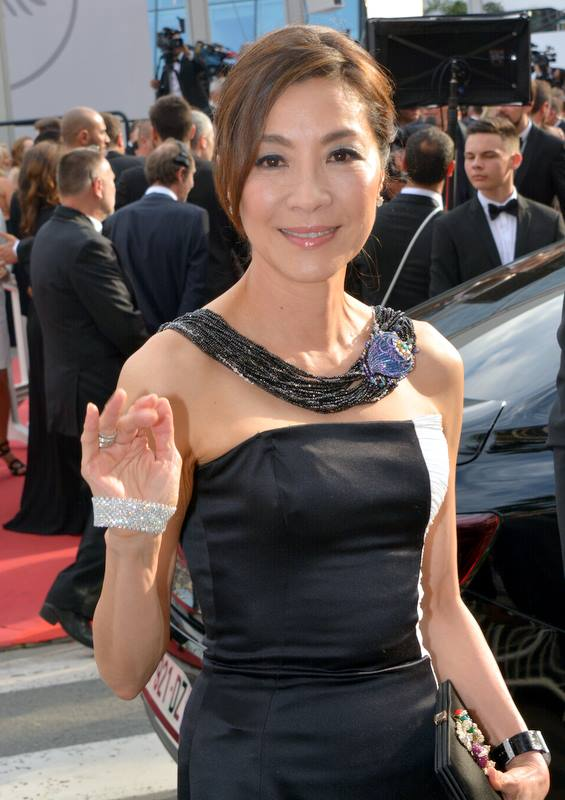
Michelle Yeoh (Cannes 2017)

Michelle Yeoh, właśc. Yeoh Choo Kheng (chiń. upr. 杨紫琼; chiń. trad. 楊紫瓊; pinyin Yáng Zǐqióng; ur. 6 sierpnia 1962 w Ipoh) – malezyjska aktorka filmowa narodowości chińskiej. Laureatka Oscara dla najlepszej aktorki pierwszoplanowej za rolę Evelyn Wang w filmie Wszystko wszędzie naraz.

## Życiorys
W wieku 20 lat została Miss Malezji (1983). Ukończyła Royal Academy of Dance w Londynie. W latach 90. zdobyła popularność w regionie, grając w filmach akcji z Hongkongu. Karierę międzynarodową rozpoczęła w 1997 roku rolą Wai Lin w filmie Jutro nie umiera nigdy z serii przygód agenta Jamesa Bonda. Jej pozycja gwiazdy ugruntowała się po występie w wielokrotnie nagradzanym chińskim filmie kostiumowym Przyczajony tygrys, ukryty smok (2000) Anga Lee, za który była nominowana do nagrody BAFTA dla najlepszej aktorki.
W 1997 została zaliczona do „50 najpiękniejszych ludzi świata” magazynu People, w 2009 zaś była jedyną Azjatką na liście „35 piękności ekranu wszech czasów” tegoż magazynu. Serwis Rotten Tomatoes w 2008 roku uznał ją za najlepszą bohaterkę kina akcji.
Zasiadała w jury konkursu głównego na 55. MFF w Cannes (2002).

## Życie prywatne
W latach 1988–1992 była żoną Dicksona Poon, przedsiębiorcy z Hongkongu i właściciela firm Harvey Nichols i Charles Jourdan. W 1998 roku była zaręczona z Alanem Heldmanem, amerykańskim kardiologiem. Od 2004 roku Yeoh jest w związku Jeanem Todtem, czołową postacią wyścigów samochodowych.
Jest buddystką. W marcu 2008 odwiedziła Wietnam, aby nakręcić film dokumentalny dla Asian Injury Prevention Foundation (AIPF). Jest także patronką projektu „Save China's Tigers”, którego celem jest ochrona zagrożonego wyginięciem tygrysa południowochińskiego.

## Filmografia
- 1984: Mao tou ying yu xiao fei xiang (ang. The Owl vs. Bumbo) jako panna Yeung
- 1985: Na celowniku (Xia ri fu xing, ang. Twinkle, Twinkle, Lucky Stars) jako instruktorka judo
- 1985: Huang jia shi jie (ang. Yes, Madam) jako inspektor Ng
- 1986: Reguły odwetu (Wong ga jin si, ang. Royal Warriors) jako Michelle Yip
- 1987: Tong tian da dao (ang. Easy Money) jako Michelle Yeung Ling
- 1987: Wojownicy (Zhong hua zhan shi, ang. Magnificent Warriors) jako Fok Ming-Ming
- 1992: Policyjna opowieść 3: Superglina (Ging chat goo si 3: Chiu kup ging chat, ang. Police Story 3: Super Cop) jako inspektor Jessica Yang, dyrektor Interpolu
- 1993: San lau sing woo dip gim (ang. Butterfly Sword) jako siostra Ko
- 1993: Dung fong saam hap (ang. The Heroic Trio) jako Ching/Niewidzialna Kobieta/Numer 3
- 1993: Święta broń (Wu xia qi gong zhu, ang. Holy Weapon) jako Ching Sze/To Col Ching
- 1993: Atomowe amazonki (Xian dai hao xia zhuan, ang. Executioners) jako Ching/San/Carol
- 1993: Policyjna opowieść 4: Projekt S (Chao ji ji hua, ang. Project S) jako Jessica Yang
- 1993: Tai ji: Zhang San Feng (ang. The Tai-Chi Master) jako Siu Lin
- 1994: Shao Lin xiao zi II: Xin wu long yuan (ang. Shaolin Popey II: Messy Temple) jako Ah King
- 1994: Wing Chun jako Yim Wing Chun
- 1994: 7 jin gong (ang. Wonder Seven) jako Ying
- 1996: Kaskaderka (A Jin de gu shi, ang. Ah Kam) jako Ah Kam
- 1997: Siostry Soong (Song jia huang chao, ang. The Soong Sisters) jako Soong Ai-ling/Madam Kung
- 1997: Jutro nie umiera nigdy (Tomorrow Never Dies) jako Wai Lin
- 1999: Sing yuet tung wa (ang. Moonlight Express) jako Sis
- 2000: Przyczajony tygrys, ukryty smok (Wo hu cang long, ang. Crouching Tiger, Hidden Dragon) jako Yu Shu Lien
- 2002: The Touch jako Pak Yin Fay
- 2004: Silver Hawk (Fei ying, ang. Silver Hawk) jako Lulu Wong
- 2005: Wyznania gejszy (Memoirs of a Geisha) jako Mameha
- 2006: Nieustraszony (Huo Yuan Jia, ang. Fearless) (w scenach usuniętych) jako panna Yang
- 2007: W stronę słońca (Sunshine) jako Corazon
- 2007: Far North jako Saiva
- 2008: Purple Mountain  (film dokumentalny)
- 2008: Dzieci z Jedwabnego Szlaku (The Children of Huang Shi) jako pani Wang
- 2008: Mumia: Grobowiec cesarza smoka (The Mummy: Tomb of the Dragon Emperor) jako Zi Juan
- 2008: Babylon A.D. jako siostra Rebeka
- 2010: Su Qi’er (ang. True Legend) jako siostra Yu
- 2010: Jianyu (ang. Reign of Assassins) jako Zeng Jing
- 2011: Lady (The Lady) jako Aung San Suu Kyi
- 2011: Kung Fu Panda 2 jako Soothsayer (głos)
- 2012: Pad Yatra: A Green Odyssey (film dokumentalny); producent
- 2013: Final Recipe jako Julia
- 2015: Strike Back: Legacy (serial TV) jako Li-Na / Mei Foster
- 2016: Przyczajony tygrys, ukryty smok: Miecz przeznaczenia (Crouching Tiger Hidden Dragon II: The Green Destiny) jako Yu Shu Lien
- 2016: Mechanik: Konfrontacja (Mechanic: Resurrection) jako Mei
- 2016: Morgan jako dr Lui Cheng
- 2016: Marco Polo (serial TV) jako Lotus
- 2017-2020: Star Trek: Discovery (serial TV) jako Philippa Georgiou
- 2017: Strażnicy Galaktyki vol. 2 (Guardians of the Galaxy Vol. 2) jako Aleta Ogord
- 2018: Bajecznie bogaci Azjaci (Crazy Rich Asians) jako Eleanor Young
- 2018: Mistrz Z: W cieniu Ip Mana (Ye Wen Xi Lie Zhi Zhang Tian Zhi, ang. Master Z: Ip Man Legacy) jako Tso Ngan Kwan
- 2019: Last Christmas jako Mikołajka
- 2020: Poziom mistrza (Boss Level) jako Dai Feng
- 2021: Zabójczy koktajl (Gunpowder Milkshake) jako Florence
- 2021: Shang-Chi i legenda dziesięciu pierścieni (Shang-Chi and the Legend of the Ten Rings) jako Jiang Nan
- 2022: Wszystko wszędzie naraz (Everything Everywhere All at Once) jako Evelyn Wang
- 2022: Akademia Dobra i Zła (The School for Good and Evil) jako profesor Anemone
- 2023: Transformers: Przebudzenie bestii (Transformers: Rise of the Beasts) jako Airazor (głos)
- 2023: Duchy w Wenecji (A Haunting in Venice) jako Joyce Reynolds
- 2023: Urodzony w Ameryce (American Born Chinese) jako Guanyin
- 2024: Wicked jako Madame Morrible
- 2025: Wicked: For Good jako Madame Morrible

## Nagrody i nominacje

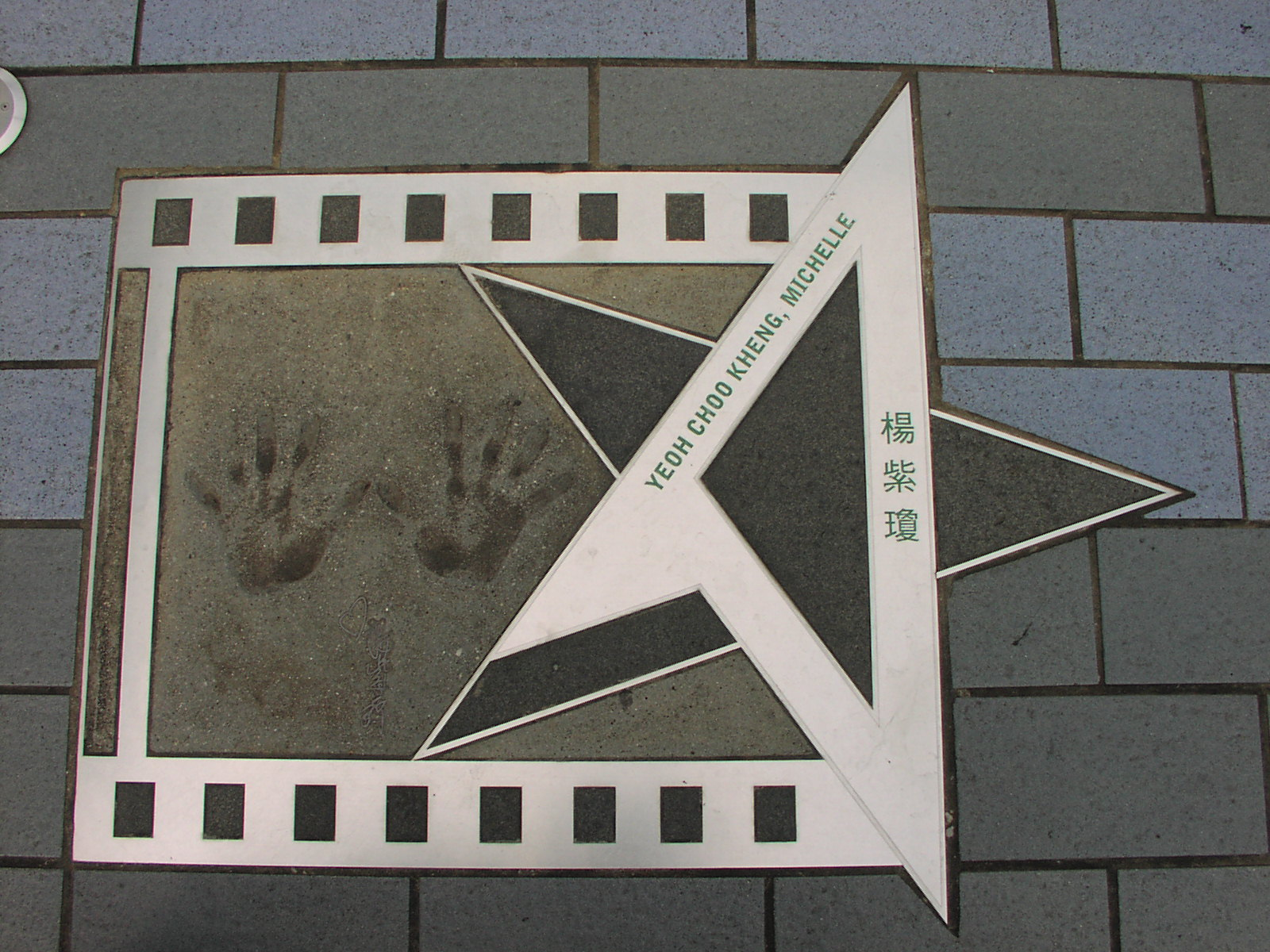
Odciski dłoni Michelle Yeoh na „Alei Gwiazd” w Hongkongu

| Rok  | Film                            | Nagroda                                                                       | Resultat  |
| ---- | ------------------------------- | ----------------------------------------------------------------------------- | --------- |
| 1986 | Yes, Madam                      | Hong Kong Film Award dla najlepszego nowego wykonawcy                         | Nominacja |
| 1998 | Jutro nie umiera nigdy          | MTV Movie Award za najlepszą walkę                                            | Nominacja |
| 1998 | Siostry Soong                   | Hong Kong Film Award dla najlepszej aktorki drugoplanowej                     | Nominacja |
| 2000 | Przyczajony tygrys, ukryty smok | Nagroda TFCA za najlepszą rolę kobiecą                                        | Nominacja |
| 2001 | Przyczajony tygrys, ukryty smok | Nagroda Saturn w kategorii najlepsza aktorka drugoplanowa                     | Nominacja |
| 2001 | Przyczajony tygrys, ukryty smok | Nagroda Brytyjskiej Akademii Filmowej dla najlepszej aktorki pierwszoplanowej | Nominacja |
| 2001 | Przyczajony tygrys, ukryty smok | Blockbuster Entertainment Award dla ulubionego zespołu akcji                  | Nominacja |
| 2001 | Przyczajony tygrys, ukryty smok | Nagroda Złotego Konia dla najlepszej aktorki                                  | Nominacja |
| 2001 | Przyczajony tygrys, ukryty smok | Hong Kong Film Award dla najlepszej aktorki                                   | Nominacja |
| 2001 | Przyczajony tygrys, ukryty smok | Nagroda Vancouver Film Critics Circle dla najlepszej aktorki                  | Nominacja |
| 2011 | Reign of Assassins              | Asian Award dla najlepszej aktorki                                            | Nominacja |
| 2011 | Reign of Assassins              | Nagroda People’s Choice dla ulubionej aktorki                                 | Nominacja |
| 2011 | Reign of Assassins              | Nagroda filmowa Huabiao dla najlepszej aktorki zagranicznej                   | Nominacja |
| 2011 | Lady                            | Nagroda Satelita dla najlepszej aktorki w filmie fabularnym                   | Nominacja |
| 2018 | Star Trek: Discovery            | Nagroda Saturn za najlepszy występ gościnny w serialu telewizyjnym            | Nominacja |
| 2019 | Bajecznie bogaci Azjaci         | Asian Award za wybitne osiągnięcia w kinie                                    | Wygrana   |
| 2023 | Wszystko wszędzie naraz         | Złoty Glob za najlepszą rolę pierwszoplanową                                  | Wygrana   |
| 2023 | Wszystko wszędzie naraz         | Nagroda Akademii Filmowej za najlepszą rolę pierwszoplanową                   | Wygrana   |

### Nagrody specjalne
| Rok  | Nagroda                                                                       | Rezultat |
| ---- | ----------------------------------------------------------------------------- | -------- |
| 1998 | Asian Media Award                                                             | Wygrana  |
| 2001 | Nagroda ShoWest dla międzynarodowej gwiazdy roku                              | Wygrana  |
| 2013 | Asian Award za wyjątkowy wkład w kino azjatyckie                              | Wygrana  |
| 2013 | Nagroda za całokształt twórczości na Międzynarodowym Festiwalu Filmowym ASEAN | Wygrana  |

Aktorka znalazła się na ogłoszonej 23 listopada 2020 liście 100 kobiet BBC.

## Odznaczenia
- Prezydencki Medal Wolności (2024)[12]